# مو (ترانه لیدی گاگا)
«مو» (به انگلیسی: Hair) ترانه‌ای از خواننده اهل ایالات متحده آمریکا لیدی گاگا برای دومین آلبوم استودیویی او اینگونه زاده شده‌ام است که در ۱۶ مه ۲۰۱۱ منتشر شد.این آهنگ تبلیغاتی[پروموشنال]و سومین سینگل این آلبوم است

## نمودار
| Chart (2011)                     | Peak position |
| -------------------------------- | ------------- |
| استرالیا (ای‌آرآی‌ای)              | ۲۰            |
| بلژیک (اولتراتاپ ۵۰ فلاندرز)     | ۱۹            |
| بلژیک (اولتراتاپ ۵۰ والونی)      | ۱۱            |
| کانادا (۱۰۰ تک‌آهنگ داغ کانادا)   | ۱۱            |
| دانمارک (ترک‌لیسن)                | ۲۹            |
| ۲۱                               |               |
| فرانسه (اس‌ان‌ئی‌پی)                | ۱۶            |
| ایرلند (ایرما)                   | ۱۴            |
| ایتالیا (فیمی)                   | ۵             |
| ۱۵                               |               |
| نیوزیلند (ریکوردد میوزیک ان‌زد)   | ۹             |
| نروژ (وی‌جی-لیستا)                | ۵             |
| اسکاتلند (اوسی‌سی)                | ۲۰            |
| South Korea International (GAON) | 21            |
| اسپانیا (پروموزیک)               | ۹             |
| تک‌آهنگ‌های بریتانیا (اوسی‌سی)      | ۹             |
| بیلبورد هات ۱۰۰ ایالات متحده     | ۱۲            |